# 小山真理
小山 真理（こやま まり、1972年6月7日 - ）は、日本のフリーアナウンサー。ホリプロアナウンサーズプロモーション（旧・ホリプロアナウンス室）所属。神奈川県海老名市出身。実践女子大学生活科学部卒業。身長157cm。血液型O型。

## 来歴
大学卒業後、1996年にテレビ愛知にアナウンサーとして入社。その後、2003年1月末に同局を退社した。
テレビ愛知退社後はフリーアナウンサーへ転向し、ホリプロに所属しながら活動を続けている。2011年現在は、ラジオ日本の番組を中心に活動している。

## 現在の担当番組

### ラジオ番組
- ニュース・天気予報など（ラジオ日本、水曜・木曜担当）
- 悩み解決!あなたのための身近な法律相談所（ラジオ日本、アシスタント）
- かわさきフィーリング（ラジオ日本、パーソナリティ）

## 過去の担当番組

### テレビ番組
- ドラグラサンデー（テレビ愛知、司会）
- オイシイのが好き! （テレビ愛知、「まりのラーメンすきすき」担当）
- TXNニュースアイ テレビ愛知ローカルパート（テレビ愛知、キャスター）
- イベントくらぶ
- それゆけティーバ
- 快適住まいるなび（テレビ東京、ナビゲーター）
- プロ野球トップ&リレーナイター（フジテレビ739、司会）
- はぴひる! （TBS）
- 未来発見!!人のきずな街のチカラ（TBS、リポーター）
- マーメイドコレクション（テレビ朝日、アシスタント）
- 東京美遊 〜TOKYO VIEW〜（旅チャンネル、ナビゲーター）

### ラジオ番組
- 清水圭のスポーツBOMBER! （TBSラジオ、アシスタント）
- TOYOTA ハッピータウンサーキット（ニッポン放送、日曜キャスター・リポーター）
- 小倉智昭のラジオサーキット（ニッポン放送、リポーター）
- LETTER OF YOKOHAMA （FM横浜、パーソナリティ）